# Murodjon Ahmadaliyev
Murodjon Qahhorovich Ahmadaliyev (* 2. listopadu 1994 Chust, Namanganská oblast) je uzbecký profesionální boxer superbantamové váhy, profesionální mistr světa WBA a IBF od 30. ledna 2020, držitel bronzové olympijské medaile v bantamové váze z Letních olympijských her 2016 a stříbrné medaile z amatérského mistrovství světa v boxu 2015.

## Životopis
Ahmadaliyev se narodil ve městě Chust u Namanganu na východě Uzbekistánu. Vypráví, že když ho otec dovedl do sportovní haly, ihned ho zaujali boxeři. Pět nebo šest let navštěvoval sportovní školu ve svém rodném městě, v době svých amatérských úspěchů studoval na Uzbeckém státním ústavu tělesné kultury v Taškentu Fakultu bojových umění, kterou absolvoval v roce 2017. 3. března 2018 podepsal v New Yorku první profesionální smlouvu a 10. března nastoupil ke svému prvnímu profesionálnímu zápasu.

## Amatérská dráha
Prvním úspěchem Ahmadaliyeva byla stříbrná medaile na mistrovství světa junorů v Jerevanu 2012 ve váze do 49 kg. O rok později slavil první titul mistra Uzbekistánu v téže kategorii. V roce 2015 byl vyslán reprezentovat v bantamové váze na MS do katarského Dauhá. Postupně vyřadil Itala Francesco Maiettu, Kairata Jeralijeva (Kazachstán) a ve čtvrtfinále Chatchaie Butdee z Thajska. V boji o finále pak přesvědčivě na body 3:0 porazil Inda Shivu Thapu, až ve finále se musel sklonit před Irem Michaelem Conranem (0:3 na body). Na stříbrnou medaili z Dauhá navázal téhož roku stejnou medailí z mistrovství Asie v Bangkoku a bronzem z OH v Rio de Janeiru. S amatérským ringem se rozloučil titulem mistra Asie v Taškentu 2017.

## Ahmadaliyev na LOH 2016
Boxerské soutěže v bantamové váze se na Letních olympijských hrách 2016 v Rio de Janeiro účastnilo 28 boxerů. Ahmadaliyev měl v 1. kole jako nasazený boxer volný los. V osmifinále narazil opět na Kairata Jeralijeva z Kazachstánu a zvítězil 3:0, ve čtvrtfinále technickým K.O. porazil Alberto Meliána z Argentiny, ale v semifinále nestačil na Kubánce Robeisy Ramíreze, s nímž prohrál na body 0:3. Společně s Rusem Vladimirem Nikitinem se podělili o bronzové medaile, zatímco Ramírez se těsnou výhrou nad Američanem Shakurem Stevensonem stal olympijským vítězem.

## Profesionální kariéra
Do New Yorku přicestoval v lednu 2018 společně s dalším uzbeckým medailistou z Her v Riu Šákhramem Gijasovem. Ahmadaliyev v profesionálním ringu zazářil hned v prvním utkání s Argentincem Davidem Pazem, kterého poslal k zemi už v 1. kole (technické k.o.). O měsíc později další Argentinec Gaston Carlos Suarez dokázal Ahmadaliyevovi vzdorovat do 4. kola. Dalšího Argentince Molinu porazil na body, důležité ale bylo jeho k.o. Chilanu Ramónu Contrerasovi, které mu vyneslo neobsazený mezikontinentální titul WBA v superbantamové váze. Titul obhájil i proti Američanovi Isaacu Zarate. 25. dubna 2019 podepsal smlouvu se společností Matchroom Sport a v tomto roce vyhrál zápasy s Mexičanem Carlosem Carlsonem (k.o.) a Kolumbijcem Wilnerem Soto. Neporazitelnost v profesionálním ringu potvrdil osmým vítězstvím v Miami, když se stal úspěšným vyzyvatelem dostavadního šampióna své váhy WBA a IBF Daniela Romána z USA a 30. ledna 2020 se stal mistrem světa obou organizací.